# Station Utrecht Maliebaan
Station Utrecht Maliebaan is een in 1874 geopend station aan de spoorlijn Hilversum - Lunetten. Sinds 1954 is het Nederlands Spoorwegmuseum in het stationsgebouw gevestigd. Het station had tot eind 2012 twee sporen aan een eilandperron langs het doorgaande spoor en een kopspoor uit de richting Lunetten. Door de opbraak van de sporen in de richting van Lunetten is station Maliebaan een kopstation geworden, waarvan nog maar één spoor in gebruik is, bereikbaar vanuit de richting Blauwkapel. Het Maliebaanstation is een rijksmonument.

## Geschiedenis
Het station is gebouwd door de Hollandsche IJzeren Spoorweg-Maatschappij (HIJSM). Met de bouw is begonnen op 4 september 1873 door aannemers J. Verwaayen en J. Kooy uit Arnhem. De architect is vermoedelijk A.L. van Gendt. De indeling van het station lijkt veel op het (inmiddels gesloopte) station Hilversum dat in dezelfde periode is gebouwd. Het gebouw heeft een hoog middendeel en twee lange lage zijvleugels. In het midden kwam een hoge stationshal. Achter het gebouw verrees een stationskap.
Vanaf de opening in 1874 was het aantal reizigers dat gebruik maakte van dit station niet groot. Dit was het gevolg van de excentrische ligging ten opzichte van het stadscentrum. De betekenis van het station verminderde verder in 1885 na de opening van de halte Biltstraat aan dezelfde spoorlijn die gunstiger was gelegen.
Al in 1887 werd het station verbouwd, ten gunste van het goederenvervoer. Dit werd nogmaals versterkt in 1908, toen de gehele zuidvleugel werd verbouwd tot bergplaats voor bestel- en vrachtgoederen. Vanaf 1921 was er rechtstreeks treinverkeer mogelijk tussen Hilversum en het Utrechtse Centraal Station, waarna er nog slechts weinig treinen langs Station Maliebaan reden. Wegens achterstallig onderhoud werd het middelste deel van de overkapping eind jaren twintig verwijderd.
Nadat HIJSM en SS in 1938 fuseerden tot N.V. Nederlandse Spoorwegen werd het Maliebaanstation als overtollig beschouwd en op 15 oktober 1939 gesloten. Door een ontsporing was het station op en rond 2 februari 1940 weer tijdelijk in gebruik als station.
Tijdens de Tweede Wereldoorlog werd het Maliebaanstation speciaal weer opengesteld om de Utrechtse Joden te deporteren naar Kamp Westerbork en vandaar naar de vernietigings- en concentratiekampen. In 2015 is aan de Johan van Oldenbarneveltlaan voor het vroegere station een gedenkteken opgericht voor de 1.239 Joodse slachtoffers uit de stad Utrecht.
In 1953 kreeg het gebouw een nieuwe bestemming als Nederlands Spoorwegmuseum. Na een grote verbouwing onder supervisie van architect H.G.J.Schelling, werd het op 5 november 1954 officieel geopend. In de jaren zestig werden de restanten van de perronkap gesloopt en vervangen door een moderne overkapping boven spoor 1.
In 1989 onderging het stationsgebouw een grote verbouwing en modernisering. In 2005 werd het nogmaals verbouwd en grotendeels teruggebracht in de 19e-eeuwse staat, waarbij het voorheen deels wit geschilderde gebouw de kleuren uit de begintijd terugkreeg.
Tot 2009 reden er nog regelmatig doorgaande goederentreinen door het station. Het baanvak Utrecht Maliebaan – Lunetten werd gesloten in oktober 2012, waarna  de sporen ten zuiden van het station in november 2012 werden opgebroken. Sindsdien is het een kopstation voor de treinen van en naar Blauwkapel.
Het station, specifiek de perrons gebruikt voor de pendeltrein naar Utrecht Centraal, wordt af en toe nog gebruikt voor treinen richting Station Amersfoort Centraal en verder als er werkzaamheden zijn tussen Utrecht Centraal en Blauwkapel.
In 2024 viert het station zijn 150-jarige jubileum met een tentoonstelling over de geschiedenis van het gebouw.

## Stationsgebouw
Huidige indeling:
- stationshal
- bestelgoederengang
- eetzaal
- wachtkamer 3e klasse
- wachtkamer 1e en 2e klasse
- koninklijke wachtkamer, afkomstig uit het gesloopte station Den Haag SS

## Pendeldienst Utrecht Centraal – Utrecht Maliebaan
Tijdens het 150-jarige spoorwegjubileum in 1989 werd er een pendeldienst gereden met het museum-Blokkendoos-treinstel. De NS verzorgt sinds 2005 in het weekend en tijdens schoolvakanties gedurende de openingstijden van het Nederlands Spoorwegmuseum een pendeldienst Utrecht Centraal – Utrecht Maliebaan. Vanaf 26 juli 2010 reed de pendeldienst iedere dag (m.u.v. maandag) via Blauwkapel. Slechts enkele ritten in de late middag reden via Driebergen-Zeist. In beide gevallen moest worden kopgemaakt. Na de sluiting van het traject tussen Maliebaan en Lunetten in september 2012 gaan alle ritten via Blauwkapel.
Hoewel de NS-reisplanner en spoorkaarten van NS vermelden "uitsluitend bedoeld voor bezoekers van het Spoorwegmuseum" is het station regulier te gebruiken zonder een kaartje voor het museum te hoeven kopen, echter alleen tijdens de openingstijden van het museum. Er zijn ook gewoon NS-kaartlezers en een NS-kaartautomaat.
Wel is het station vrijgesteld van de voor bijna alle stations van het hoofdrailnet geldende bepaling dat NS het op werkdagen van 06.00 tot 20.00 uur minimaal twee keer per uur in iedere richting moet bedienen.
| Serie | Treinsoort    | Route                                                    | Bijzonderheden                                                                                              |
| ----- | ------------- | -------------------------------------------------------- | --- |
| 28300 | Sprinter (NS) | Utrecht Centraal – Utrecht Overvecht – Utrecht Maliebaan | Trein naar het Spoorwegmuseum, alleen als dit open is (niet op maandag, behalve tijdens de schoolvakanties) |

## Afbeeldingen

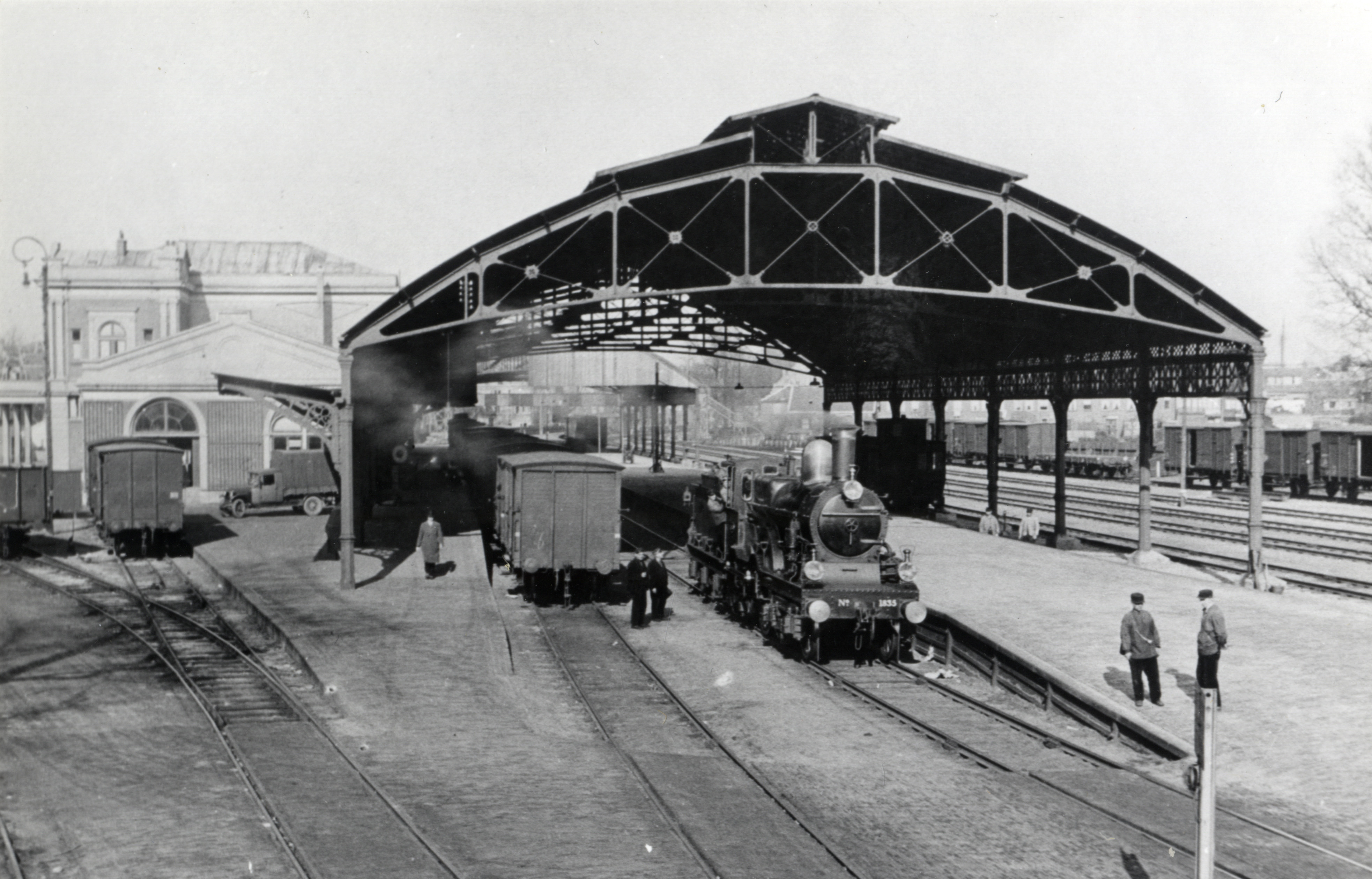
Locomotief NS 1835 voor de overkapping van station Utrecht Maliebaan; circa 1930-1938
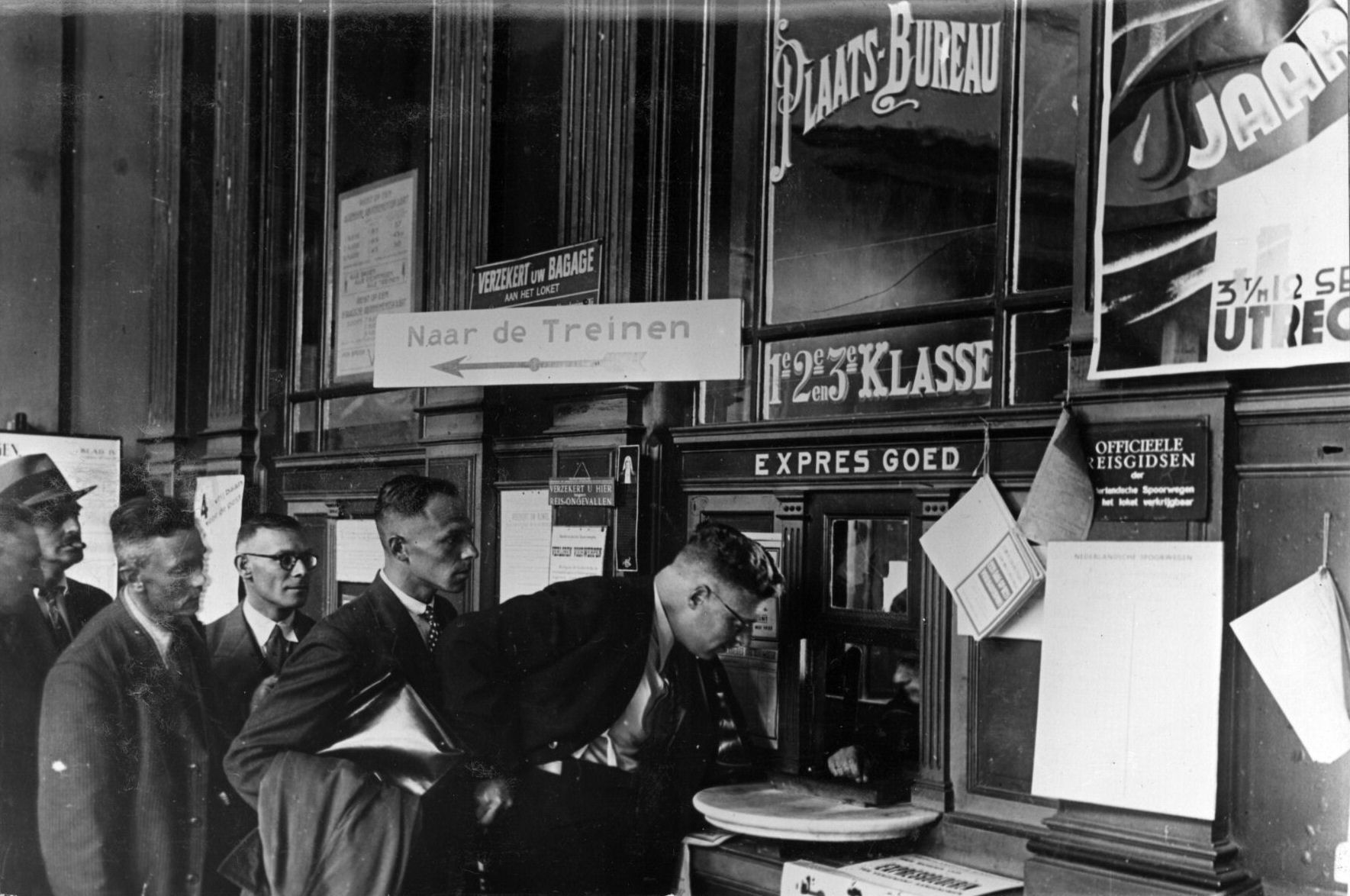
Reizigers bij het loket; 1936
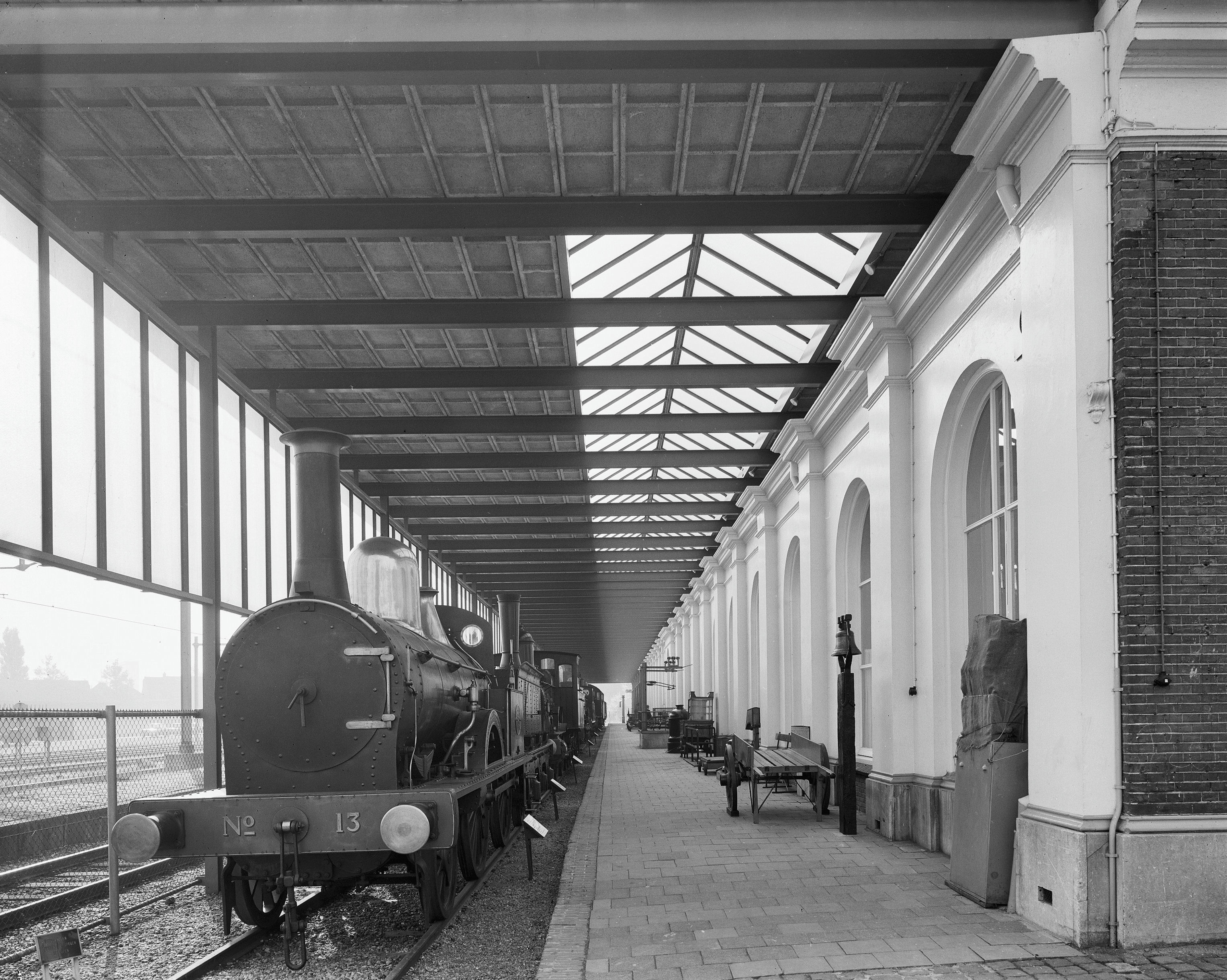
SS 13 (NS 705) onder de moderne overkapping langs het eerste perron in het Nederlands Spoorwegmuseum in 1973
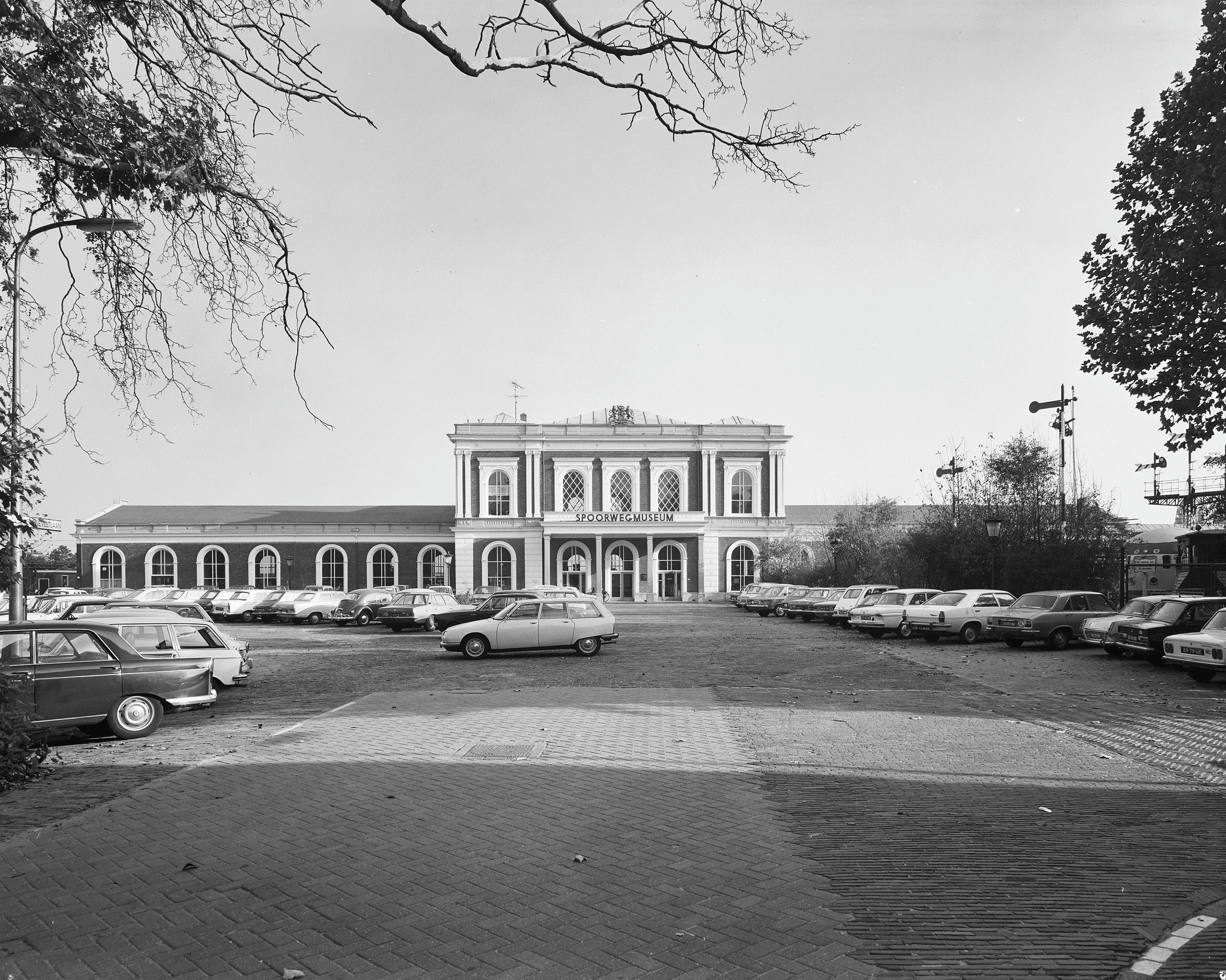
Voorgevel van Station Maliebaan; november 1973
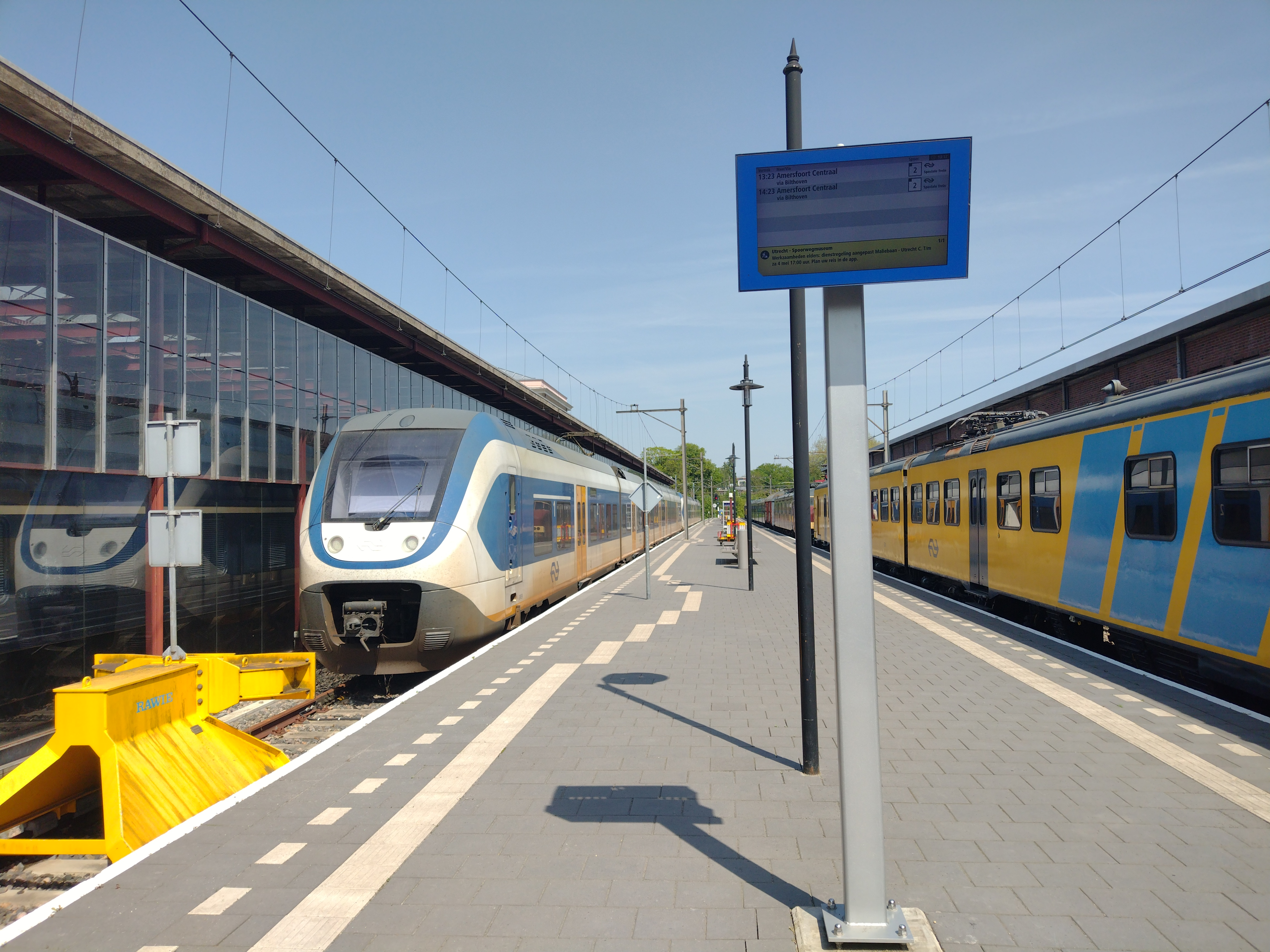
SLT op het station